# Pstrągowa
Pstrągowa est une localité polonaise de la gmina de Czudec, située dans le powiat de Strzyżów en voïvodie des Basses-Carpates.